# Hohenselchow-Groß Pinnow
Hohenselchow-Groß Pinnow település Németországban, azon belül Brandenburgban. Lakosainak száma 716 fő (2023. december 31.).

## Népesség
A település népességének változása:
| Lakosok száma | 780  | 765  | 717  | 727  | 716  |
|               | 2017 | 2019 | 2021 | 2022 | 2023 |